# Mohnivka, Prîlukî
Mohnivka (în ucraineană Мохнівка) este un sat în comuna Nova Hreblea din raionul Prîlukî, regiunea Cernihiv, Ucraina.

## Demografie
Componența lingvistică a localității Mohnivka
     Ucraineană (96,23%)
     Rusă (3,77%)
Conform recensământului din 2001, majoritatea populației localității Mohnivka era vorbitoare de ucraineană (96,23%), existând în minoritate și vorbitori de rusă (3,77%).